# أفضل الأعمال: امتيازي
«أفضل الأعمال: امتيازي» (بالإنجليزية: Greatest Hits: My Prerogative) هو أول ألبوم تجميعي لأنجح أغاني المغنية الأمريكية بريتني سبيرز, أصدرت تسجيلات جايف الألبوم بتاريخ 3 نوفمبر, 2004.
الألبوم صدر بنسختين مختلفتين: نسخة أساسية ونسخة محدودة تحتوي على قرص بأغاني سبيرز بالريمكس. وهو أيضاً اسم الـDVD الذي حوى 20 من أغاني سبيرز المصورة والذي أصدرته الشركة ليرافق النسخة الصوتية. حوى الألبوم 3 أغانِ جديدة بعنوان: «امتيازي» وهي أغنية بوبي براون التي أعادت سبيرز تسجيلها, «افعل شيئاً» و«(لقد بدأت للتو) أحصل على المرح» التي كانت أساساً موجودة في DVD سبيرز السابق: «بريتني سبيرز: في المنطقة».
رأي النقاد كان متفاوتاً, وبعضهم قال أن سبيرز لا تملك العدد الكبير من الأغاني الناجحة لتصدرها في ألبوم تجميعي, وأن صدور هذا الألبوم سابق لأوانه. على كل حال, «أفضل الأعمال: امتيازي» تصدر قوائم ايرلندا واليابان, وكان ضمن قائمة توب 10 في 14 دولة منهم استراليا, كندا, النرويج, السويد, المملكة المتحدة والولايات. باع الألبوم 5 مليون نسخة عالمياً, وأصدرت بريتني أول أغنية منفردة منه بعنوان «امتيازي» والتي تصدرت قوائم ايرلندا, ايطاليا, فنلندا والنرويج ودخلت ضمن قائمة توب  10 في 14 دولة مختلفة. وبحلول 2005 أصدرت الأغنية المنفردة الثانية بعنوان «افعل شيئاً».

## قائمة أغاني الألبوم
| #  | عنوان الأغنية                                                                                | المدة |
| -- | -------------------------------------------------------------------------------------------- | ----- |
| 1  | "امتيازي My Prerogative"                                                                     | 3:33  |
| 2  | "سام (من في المنطقة) سام (أغنية)"                                                            | 3:19  |
| 3  | "أنا عبدة لك (من بريتني) أنا عبدة لك"                                                        | 3:25  |
| 4  | "أوبس!... فعلتها مرة ثانية (من أوبس!... فعلتها مرة ثانية) أوبس!... فعلتها مرة ثانية (أغنية)" | 3:33  |
| 5  | "أنا في قتال مع الموسيقى (مع مادونا, من في المنطقة) أنا ضد الموسيقى"                         | 3:45  |
| 6  | "أقوى (من أوبس!... فعلتها مرة ثانية) Stronger"                                               | 3:26  |
| 7  | "كل مرة (من في المنطقة) كل مرة"                                                              | 3:51  |
| 8  | "...حبيبي مرة أخرى (من ...حبيبي مرة أخرى) ...حبيبي مرة أخرى (أغنية)"                         | 3:32  |
| 9  | "(أنت تجعلني) مجنونة (من ...حبيبي مرة أخرى) (أنت تجعلني) مجنونة"                             | 3:18  |
| 10 | "صبية (ريمكس Co-Ed) (من بريتني) صبية (أغنية)"                                                | 3:47  |
| 11 | "أحياناً (من ...حبيبي مرة أخرى) أحيانا"                                                       | 4:07  |
| 12 | "محمية زيادة عن اللزوم (ريمكس Darkchild, من بريتني) محمية زيادة عن اللزوم"                   | 3:07  |
| 13 | "محظوظة (من أوبس!... فعلتها مرة ثانية) محظوظة"                                               | 3:26  |
| 14 | "شنيع (من في المنطقة) شنيع"                                                                  | 3:29  |
| 15 | "أنا لست فتاة, ولست امرأة بعد (من بريتني) أنا لست فتاة، لست امرأة بعد"                       | 3:51  |
| 16 | (لقد بدأت للتو) أحصل على المرح أفضل الأعمال: امتيازي"                                        | 3:23  |
| 17 | افعل شيئاً افعل شيئا"                                                                         | 3:22  |